# Georgios II của Hy Lạp
Georgios II của Hy Lạp (tiếng Hy Lạp: Γεώργιος Βʹ, Geórgios II; 19 tháng 7 năm 1890 – 1 tháng 4 năm 1947) là Vua của Vương quốc Hy Lạp trị vì từ năm 1922 đến năm 1924 và từ năm 1935 đến năm 1947.